# Xerophyta elegans
Xerophyta elegans (Balf.) Baker è una pianta della famiglia Velloziaceae endemica del Sudafrica.

## Descrizione
Produce lunghe foglie strette e coriacee e fiori bianchi a forma di stella con stami gialli. I semi sono muniti di ganci, favorendo così la dispersione da parte degli animali.

## Biologia
La pianta è sempreverde e simile ad altri membri della sua famiglia è in grado di esprimere un alto livello o tolleranza nei confronti dell'essiccamento e persino un lungo trattamento con acido solforico  in condizioni asciutte le consente di rianimare e riavviare le sue capacità fotosintetiche.

## Distribuzione e habitat
Il suo areale è limitato ai Monti Drakensberg nelle province di Mpumalanga e KwaZulu-Natal